# 환상수호전 (비디오 게임)
《환상수호전》(일본어: 幻想水滸伝)은 코나미 컴퓨터 엔터테인먼트 도쿄가 개발하고 코나미가 배급한 1995년 롤플레잉 비디오 게임이다. 《환상수호전》 시리즈의 첫 번째 게임으로, 플레이스테이션 플랫폼으로 개발됐다. 1998년 추가 컨텐츠가 있는 세가 새턴판과 플레이스테이션판에 기반한 마이크로소프트 윈도우 이식판이 출시됐다. 영어판 제목은 《수호전》(영어: Suikoden)이다.
《환상수호전》은 중국 소설 《수호전》과 108마성에 영감을 받은 판타지 세계가 무대이다. 주인공은 정치적 분쟁에 휩싸인 적월제국 황제의 아들이며, 전국에 흩어진 108명의 수호성들을 찾아 모험을 떠나 최종적으로 제국의 부패한 귀족정치를 타도하고 전쟁을 멈춰 평화를 되찾오는 것이 주 이야기이다. 동료들 중 90명 이상이 전투에 참가할 수 있어 다양한 플레이어 캐릭터들을 조합해 최대 6명의 파티로 전투를 할 수 있는 것이 특징이다. 그 외 동료들은 음식을 조리하는 등의 방법으로 주인공을 도울 수 있다.
1998년, 본작의 3년 후를 다룬 후속작 《환상수호전 II》이 발매됐다. 2023년, 2편과 함께 수록된 리마스터 《환상수호전 I & II HD 리마스터》가 플레이스테이션 4, 엑스박스 원, 닌텐도 스위치 및 마이크로소프트 윈도우로 발매됐다.

## 개발
《환상수호전》의 개발은 코나미의 지부, 코나미 컴퓨터 엔터테인먼트 도쿄가 맡았다. 게임 기획은 무라야마 요시타카가 맡았다. 개발 기간은 약 2년이었다.